# Man or Muppet
"Man or Muppet" é uma canção gravada para o filme The Muppets, composta por Bret McKenzie e produzida por McKenzie e Mickey Petralia. Como reconhecimento, foi nomeada ao Oscar 2012 na categoria de Melhor Canção Original.